# Алтай (город, Казахстан)
Алтай (до 3 января 2019 года — Зыряновск) — город районного подчинения в Казахстане, административный центр района Алтай (до 2019 года — Зыряновского) Восточно-Казахстанской области.

## География
Город Алтай расположен в межгорной котловине, окаймлённой сопками и отрогами Алтайских горных хребтов Холзуна и Листвяги, в 12 км южнее левого берега реки Бухтармы. Находится примерно в 165 км к западу от высшей точки Алтая — горы Белухи — и является ближайшим к ней городом[значимость факта?]. Через город протекают речки Вторушка и Маслянка, имевшие ранее большее значение для водоснабжения. В северной части города находятся две горы — Мягкая Толстуха (высота 878,6 м над уровнем моря) и Маяк (816,6 м). Ближайшая к руднику гора Оструха (Ревнюха), расположенная в восточной части города Алтая, имеет высоту 949,8 м. На юге, в 8536 метрах от рудника, находится Орлиная гора (Орёл) высотой 1156 м. Эту область Алтайской горной системы исторически называют Рудным Алтаем (название предложено геологом В. К. Котульским).

## История

### Село Зыряновское
Основано в 1791 году как рудник Алтайского горного округа после открытия здесь рабочим Локтевского завода Герасимом Зыряновым богатого месторождения полиметаллических руд. Названо именем первооткрывателя.
Создание рудника связано с именем начальника Колывано-Воскресенских заводов Гавриила Качки.
В 1833 году был открыт первый госпиталь при Зыряновском рудоуправлении. С 1834 работает почтово-телеграфное отделение. В 1836 году была открыта горная школа.
В 1844 году рудник посетил Г. Е. Щуровский — русский геолог, первый профессор геологии и минералогии Московского университета, один из основателей и первый президент Общества любителей естествознания, антропологии и этнографии.
В 1852 году при Зыряновском руднике построена церковь, а в 1861 году была образована Зыряновская горнозаводская волость Бийского округа Томской губернии, в состав которой кроме села Зыряновского входили посёлки Бобровский, Бухтарминский, Верх-Пихтовский, Нижне-Пихтовский и Путинцевский. В 1882 году было открыто начальное училище, а в 1885 году — женская двухклассная церковно-приходская школа. В 1899 году Зыряновская горнозаводская волость была включена в состав вновь созданного Змеиногорского уезда Томской губернии. В это время население села составляло 5260 человек.
13 июня 1921 года Зыряновская горнозаводская волость была передана в состав Бухтарминского уезда Семипалатинской губернии Киргизской АССР. В 1921 году были открыты первый детский сад и детский приют, а в 1922 — библиотека. В 1926 году был построен клуб «Горняк» и семилетняя школа.
В 1928 году был образован Зыряновский район Семипалатинской области с административным центром в селе Зыряновское. В 1929 году были открыты первая аптека и типография. В 1932 году Зыряновский район был передан вновь созданной Восточно-Казахстанской области. В 1935 году был построен клуб «Ударник».

### Рабочий посёлок Зыряновский
21 марта 1937 года село Зыряновское было переведено в разряд рабочих посёлков.
В 1937 году была сдана новая двухэтажная больница с терапевтическим, хирургическим, родильным и инфекционными отделениями. В 1940 году построена первая 10-летняя школа, которой по просьбе учащихся и их родителей было присвоено имя С. М. Кирова. К тому времени открывается первая больница с амбулаторией.

### Город Зыряновск
17 января 1941 года — Указом Президиума Верховного Совета Казахской ССР селение Зыряновский рудник получило статус города Зыряновск.
В 1941—1944 гг. в городе работал эвакуированный Полтавский государственный театр музыкальной драмы.
Указом Президиума Верховного Совета Казахской ССР от 31 октября 1957 года Зыряновский район упразднён. Его территория в составе Бухтарминского, Никольского, Соловьевского, Тургусунского сельсоветов, Столбоухинского и Путинцевского поссоветов передана в административное подчинение Зыряновского горсовета. В 1977 году район был воссоздан с центром в селе Парыгино. В 1988 году Зыряновск вновь стал центром района, при этом оставаясь городом областного подчинения и административно не входя в его состав.
Указом Президента Республики Казахстан № 790 от 8 апреля 2014 года город Зыряновск был включён в состав Зыряновского района.

### Город Алтай
Указом Президента Республики Казахстан № 821 от 3 января 2019 года город Зыряновск был переименован в город Алтай.

## Население
| 1923    | 1939    | 1959    | 1970    | 1979    | 1989    | 1999    |
| ------- | ------- | ------- | ------- | ------- | ------- | ------- |
| 3241    | ↗16 156 | ↗54 119 | ↗56 206 | ↘51 132 | ↗52 900 | ↘43 894 |
| 2009    | 2013    | 2021    |         |         |         |         |
| ↘39 320 | ↗39 977 | ↘36 360 |         |         |         |         |

Национальный состав (на 1 января 2010 года):
- русские — 31 132 чел. (78,18 %)
- казахи — 6503 чел. (16,33 %)
- татары — 863 чел. (2,17 %)
- немцы — 554 чел. (1,39 %)
- украинцы — 378 чел. (0,95 %)
- белорусы — 94 чел. (0,24 %)
- другие — 298 чел. (0,75 %)
- Всего — 39 822 чел. (100,00 %)

## Промышленность
Основу экономики города всегда составляло горнорудное производство. В 1791 году на Зыряновском руднике началась добыча руды. В 1892 году в Зыряновске на реке Берёзовка была построена первая в России промышленная ГЭС. В 1931 году была открыта флотационная фабрика. В 1933 году была организована Зыряновская геологоразведочная партия, преобразованная в 1958 году в экспедицию.
В 1949 году была сдана в эксплуатацию шахта «Маслянская», в 1951 году организован Маслянский рудник, в 1962 году переименован в рудник имени XXII съезда КПСС. В том же 1949 году были организованы трест «Зыряновскстрой» и Зыряновское шахтостройуправление.
В 1928 году был открыт маслозавод. В 1955 году был сдан в эксплуатацию Зыряновский хлебозавод.
В 1960 году была сдана в эксплуатацию Зыряновская швейная фабрика «Рассвет». В 1987 году введён в эксплуатацию электровакуумный завод. В 1991 году был сдан в эксплуатацию Малеевский рудник.
В настоящее время градообразующее предприятие — Горно-обогатительный комплекс «Алтай» ТОО «Казцинк» — включает в себя: обогатительную фабрику «Алтай» и Малеевский рудник. В городе добывается серебро, золото, свинец, цинк, медь.

### Обогатительная фабрика «Алтай»
Обогатительная фабрика «Алтай» расположена на восточной окраине города.
В настоящее время её основным предназначением является переработка полиметаллических и медно-цинковых руд Малеевского месторождения в концентрат. Цинковый, свинцовый и золотой концентраты перевозятся навалом в Усть-Каменогорск на металлургический завод.
С начала 2011 года медный концентрат поставляется и на Усть-Каменогорский медеплавильный завод компании «Казцинк». Кроме того, медный концентрат поставляется в Китай и Россию.

## Культура
В Культурно-досуговом центре «Горняк» работают театральные, музыкальные и танцевальные коллективы. В КДЦ «Горняк» базируется Образцовый детский ансамбль танца «Зыряночка», так же театральная студия «Скрепка» и студия театра кукол «Страна Кукляндия», шахматная секция, немецкий национальный культурный центр «Квелле» и центр активного долголетия «Круг друзей». Школа диджеинга «Party time» и музыкальная группа «AgregaT».
При Дворце культуры и спорта действуют танцевальные коллективы: «Гармония», «Балагуры», «Сириус»; театр юного зрителя, вокальная студия, кружки художественной самодеятельности.
В городе Алтае работает фотоклуб, объединяющий несколько десятков человек. Регулярно организуются фотовыставки.
Летом в тридцати километрах от города Алтая на окраине села Кутиха на левом берегу горной реки Тургусун ежегодно проводится фестиваль самодеятельной песни «Золотой Тургусун».
Существует также детская музыкальная школа имени Мусоргского.
В городе Алтае работает собственная телекомпания «Алва ТВ».

## Окрестности города Алтая
Многочисленные холмы и сопки, окружающие город Алтай, необычайно живописны. Поднявшись на них, можно наблюдать красивые панорамы окрестностей. Примерно в 15 километрах от города, сразу за посёлком Малеевка, находится место, где река Хамир впадает в реку Бухтарму. Хамир подпитывается из подземных вод и даже в самые лютые морозы часто не покрывается льдом. Здесь же расположен небольшой подвесной мост, по которому, однако, переправляются через Хамир не только пешеходы, но и автомобили. Всё это привлекает в город Алтай многочисленных фотографов, в том числе иностранных.

## Галерея
- Дворец культуры и спорта
- Обелиск воинской славы
- Памятник Маяковскому
- Памятник Горькому
- Улица Советская. Вид на гору Орёл
- Железнодорожная станция Зубовск (ближайшая к городу Алтаю)

## Топографические карты
- Лист карты M-45-XIX Зыряновск. Масштаб: 1 : 200 000. Указать дату выпуска/состояния местности.